# Уно Рьоко
Уно Рьоко (яп. 宇野 涼子; нар. 9 листопада 1975) — японська футболістка. Вона грала за збірну Японії.

## Клубна кар'єра
У 1990 році дебютувала в «НТВ Белеза». В 2000 року вона перейшла до «TEPCO Mareeze». Наприкінці сезону 2007 року вона завершила ігрову кар'єру.

## Виступи за збірну
У червні 1991 року, її викликали до національної збірної Японії на чемпіонат Азії 1991 року. На цьому турнірі, 3 червня, вона дебютувала в збірній у поєдинку проти Сінгапуру. У складі японської збірної учасниця жіночого чемпіонату світу 1995 року. З 1991 по 1996 рік зіграла 6 матчів в національній збірній.

## Статистика виступів
| Збірна Японії | Збірна Японії | Збірна Японії |
| Рік           | Матчі         | Голи          |
| ------------- | ------------- | ------------- |
| 1991          | 1             | 0             |
| 1992          | 0             | 0             |
| 1993          | 4             | 0             |
| 1994          | 0             | 0             |
| 1995          | 0             | 0             |
| 1996          | 1             | 0             |
| Загалом       | 6             | 0             |